# تل (فلسطين)
تـل قرية تقع في الجنوب الغربي لمدينة نابلس في الضفة الغربية، تبلغ مساحة أراضيها 13776 دونم وتحيط بها أراضي قرى رفيديا وصرة، عراق بورين، ومادما، عصيرة القبلية، وزيتا وفرعتا وجيت واماتين والجنيد.
قرر مجلس الوزراء الفلسطيني في 19 يناير 2016، فصل تجمع عراق بورين إداريًا عن بلدية تل، واستحداث مجلس قروي عراق بورين ليُدير شؤون القرية.

## التسمية
اصل الكلمة على الاغلب أنه من السريانية والذي يعني الارتفاع وتقع في الجنوب الغربي من نابلس على مسافة 14 كم منها، وترتفع 2064 قدما عن سطح البحر. ينسب إلى تل تقي الدين أبو محمد عبد الله بن احمد بن تمام بن حسان التلي وُلد سنة 635 هـ درس على شيوخ عصره في دمشق واقام بالحجاز، كان شيخا فاضلا بارعا في الادب، متخلقا بالأخلاق الحميدة، زاهدا في الدنيا، توفي عام 718 هـ في دمشق.
وسميت تل الصمود والشهداء لكثرة شهدائها وما تعرضت له من حصار خلال الانتفاضة.

## السكان
بلغ عدد سكان القرية في عام 2009 حوال 5162 نسمة حسب التعداد العام للجهاز المركزي الفلسطيني عام 2017، وتعتبر زراعة التين والزيتون وتربية المواشي وخصوصا الأبقار من أهم أقتصاديات القرية.

### أعلام بارزون
- محمد اشتية

## البنية التحتية
هي القرية الأكثر حيوية بالمقارنة مع القرى المحيطة بها حيث تحوي على كافة الخدمات الاساسية من مدارس ومستوصف ومركز امني ومساجد للصلاة ومركز للأبحاث هو الوحيد في مجاله في فلسطين، وحدائق نباتية تعليمية تحتوي على ما يزيد من 150 نوعا من النباتات الطبيعية المتوطنة في فلسطين، وجمعية خيرية ومجلس قروي ومركز خدمة مجتمع وتعتبر قرية تل أعلى قرى مدينة نابلس بنسبة التعليم والمتعلمين وخصوصا الفتيات.
ترتبط بنابلس من خلال طريقين جبليين يربطان القرية بمدينة نابلس، الطريق الرئيسي كثير التعرج المار من الفوار، والطريق الآخر المار بعين المزراب.
يعتمد سكان القرية على جمع الماء من خلال ابار الجمع من مياة الأمطار شتاءً وشبكة المياه صيفاً.

## الاقتصاد
المصدر الاساسي للاقتصاد كان الزراعة حيث انه يزرع في اراضي تل الحبوب والقطاني والقليل من الخضار، وكثير من الأراضي مزروعة بالزيتون حوالي 950 دونم أو تزيد، ومثلها باشجار الفاكهة مثل التين واللوز والعنب وغيرها، واهتم أهل القرية بالدواجن والأغنام والأبقار وقد كان فيها 160 بقرة و- 600 راس غنم، وقد كانوا يستفيدون من بيعها في نابلس ولكن بعد ان تعرضت للتنكيل من الاحتلال الإسرائيلي قل البيع وهذا التنكيل لان لهذه القرية شهداء كُثر قتلهم الاحتلال واخرون أُسروا. الفئة الشابة تعمل في المؤسسات الحكومية وكذلك في المؤسسات الخاصة داخل الضفة والحالة الاقتصادية لمُعظم العائلات جيدة.

## معالم قديمة
يوجد بالقرية الحارة الشامية القديمة وهي من أقدم القرى بالمنطقة وهي مهجورة الآن حيث انتقل سكان القرية للعيش بالمنازل الحديثة عوضا عن مساكن الطين والحجر القديم. وفي تل أربعة خِرب وهي:
- خربة كفرور: تقع للغرب من القرية وهي عبارة عن اكوام من الحجارة.
- خربة الصورتين: للشمال من قرية تل وتحوي على «محرس».
- خربة عوفر: للشمال الغربي من بورين تحتوي على اثار محلة.
- خربة صور: للغرب من عراق بورين وهي مشتركة بين قريتي تل وبورين.

## معرض الصور

نبع ماء في القرية
الطريق الذي يربط نابلس بالمحافظات الاخرى